# 모리셔스 축구 국가대표팀
모리셔스 축구 국가대표팀(영어: Mauritius national football team)은 모리셔스를 대표하는 축구 국가대표팀으로 모리셔스 축구 협회에서 관리하고 있다. 아프리카 축구 최약체로 평가되고 있는 팀들 중에 하나로 1947년 레위니옹과의 국제 경기 데뷔전에서 2-1로 승리했으며 홈 구장으로는 조지 5세 스타디움을 사용하고 있다.

## 국제 경기 경력

### FIFA 월드컵
FIFA 월드컵 본선 기록은 전무하며 특히 2006년 FIFA 월드컵 아프리카 지역 예선에서 유일하게 1승을 챙겼을 뿐 나머지 월드컵 지역 예선에서는 번번이 무승부나 패배만 거듭하고 있다. 

### 아프리카 네이션스컵
이집트에서 열린 1974년 대회는 현재까지도 모리셔스가 유일하게 출전한 메이저 대회 본선으로 기록되어 있고 그나마도 3전 전패·B조 최하위·대회 순위에서도 8팀 중 꼴찌의 처참한 성적으로 대회를 일찌감치 마감했고 이후의 본선 기록은 전무하다.

## 기타 국제 대회 경력
레위니옹과 마다가스카르와 함께 참가하는 인도양 경기 대회 트라이앵귤레어에서는 10번의 우승을 차지했고 정식 인도양 경기 대회에서는 금메달 2개를 획득했으며 그리고 COSAFA컵에서는 2번의 8강 진출을 이뤄내면서 다른 국제 대회에서만큼은 좋은 성과들을 거두었다.

## FIFA 월드컵 (본선)
| 년도   | 결과                                | 순위                                | 경기                                | 승                                  | 무*                                 | 패                                  | 득점                                | 실점                                | 승점                                |
| ------ | ----------------------------------- | ----------------------------------- | ----------------------------------- | ----------------------------------- | ----------------------------------- | ----------------------------------- | ----------------------------------- | ----------------------------------- | ----------------------------------- |
| 1930년 | 독립 이전                           | 독립 이전                           | 독립 이전                           | 독립 이전                           | 독립 이전                           | 독립 이전                           | 독립 이전                           | 독립 이전                           | 독립 이전                           |
| 1934년 | 독립 이전                           | 독립 이전                           | 독립 이전                           | 독립 이전                           | 독립 이전                           | 독립 이전                           | 독립 이전                           | 독립 이전                           | 독립 이전                           |
| 1938년 | 독립 이전                           | 독립 이전                           | 독립 이전                           | 독립 이전                           | 독립 이전                           | 독립 이전                           | 독립 이전                           | 독립 이전                           | 독립 이전                           |
| 1950년 | 독립 이전                           | 독립 이전                           | 독립 이전                           | 독립 이전                           | 독립 이전                           | 독립 이전                           | 독립 이전                           | 독립 이전                           | 독립 이전                           |
| 1954년 | 독립 이전                           | 독립 이전                           | 독립 이전                           | 독립 이전                           | 독립 이전                           | 독립 이전                           | 독립 이전                           | 독립 이전                           | 독립 이전                           |
| 1958년 | 독립 이전                           | 독립 이전                           | 독립 이전                           | 독립 이전                           | 독립 이전                           | 독립 이전                           | 독립 이전                           | 독립 이전                           | 독립 이전                           |
| 1962년 | 독립 이전                           | 독립 이전                           | 독립 이전                           | 독립 이전                           | 독립 이전                           | 독립 이전                           | 독립 이전                           | 독립 이전                           | 독립 이전                           |
| 1966년 | 독립 이전                           | 독립 이전                           | 독립 이전                           | 독립 이전                           | 독립 이전                           | 독립 이전                           | 독립 이전                           | 독립 이전                           | 독립 이전                           |
| 1970년 | 불참                                | 불참                                | 불참                                | 불참                                | 불참                                | 불참                                | 불참                                | 불참                                | 불참                                |
| 1974년 | 예선 탈락                           | 예선 탈락                           | 예선 탈락                           | 예선 탈락                           | 예선 탈락                           | 예선 탈락                           | 예선 탈락                           | 예선 탈락                           | 예선 탈락                           |
| 1978년 | 불참                                | 불참                                | 불참                                | 불참                                | 불참                                | 불참                                | 불참                                | 불참                                | 불참                                |
| 1982년 | 불참                                | 불참                                | 불참                                | 불참                                | 불참                                | 불참                                | 불참                                | 불참                                | 불참                                |
| 1986년 | 예선 탈락                           | 예선 탈락                           | 예선 탈락                           | 예선 탈락                           | 예선 탈락                           | 예선 탈락                           | 예선 탈락                           | 예선 탈락                           | 예선 탈락                           |
| 1990년 | FIFA에 진 빚 때문에 참가를 거부당함 | FIFA에 진 빚 때문에 참가를 거부당함 | FIFA에 진 빚 때문에 참가를 거부당함 | FIFA에 진 빚 때문에 참가를 거부당함 | FIFA에 진 빚 때문에 참가를 거부당함 | FIFA에 진 빚 때문에 참가를 거부당함 | FIFA에 진 빚 때문에 참가를 거부당함 | FIFA에 진 빚 때문에 참가를 거부당함 | FIFA에 진 빚 때문에 참가를 거부당함 |
| 1994년 | 불참                                | 불참                                | 불참                                | 불참                                | 불참                                | 불참                                | 불참                                | 불참                                | 불참                                |
| 1998년 | 예선 탈락                           | 예선 탈락                           | 예선 탈락                           | 예선 탈락                           | 예선 탈락                           | 예선 탈락                           | 예선 탈락                           | 예선 탈락                           | 예선 탈락                           |
| 2002년 | 예선 탈락                           | 예선 탈락                           | 예선 탈락                           | 예선 탈락                           | 예선 탈락                           | 예선 탈락                           | 예선 탈락                           | 예선 탈락                           | 예선 탈락                           |
| 2006년 | 예선 탈락                           | 예선 탈락                           | 예선 탈락                           | 예선 탈락                           | 예선 탈락                           | 예선 탈락                           | 예선 탈락                           | 예선 탈락                           | 예선 탈락                           |
| 2010년 | 예선 탈락                           | 예선 탈락                           | 예선 탈락                           | 예선 탈락                           | 예선 탈락                           | 예선 탈락                           | 예선 탈락                           | 예선 탈락                           | 예선 탈락                           |
| 2014년 | 기권                                | 기권                                | 기권                                | 기권                                | 기권                                | 기권                                | 기권                                | 기권                                | 기권                                |
| 2018년 | 예선 탈락                           | 예선 탈락                           | 예선 탈락                           | 예선 탈락                           | 예선 탈락                           | 예선 탈락                           | 예선 탈락                           | 예선 탈락                           | 예선 탈락                           |
| 2022년 | 예선 탈락                           | 예선 탈락                           | 예선 탈락                           | 예선 탈락                           | 예선 탈락                           | 예선 탈락                           | 예선 탈락                           | 예선 탈락                           | 예선 탈락                           |
| 합계   |                                     |                                     |                                     |                                     |                                     |                                     |                                     |                                     |                                     |

### FIFA 월드컵 (예선)
| 1930년 | 독립 이전                                     | 독립 이전                                     | 독립 이전                                     | 독립 이전                                     | 독립 이전                                     | 독립 이전                                     | 독립 이전                                     | 독립 이전                                     | 독립 이전                                     |
| 1934년 | 독립 이전                                     | 독립 이전                                     | 독립 이전                                     | 독립 이전                                     | 독립 이전                                     | 독립 이전                                     | 독립 이전                                     | 독립 이전                                     | 독립 이전                                     |
| 1938년 | 독립 이전                                     | 독립 이전                                     | 독립 이전                                     | 독립 이전                                     | 독립 이전                                     | 독립 이전                                     | 독립 이전                                     | 독립 이전                                     | 독립 이전                                     |
| 1950년 | 독립 이전                                     | 독립 이전                                     | 독립 이전                                     | 독립 이전                                     | 독립 이전                                     | 독립 이전                                     | 독립 이전                                     | 독립 이전                                     | 독립 이전                                     |
| 1954년 | 독립 이전                                     | 독립 이전                                     | 독립 이전                                     | 독립 이전                                     | 독립 이전                                     | 독립 이전                                     | 독립 이전                                     | 독립 이전                                     | 독립 이전                                     |
| 1958년 | 독립 이전                                     | 독립 이전                                     | 독립 이전                                     | 독립 이전                                     | 독립 이전                                     | 독립 이전                                     | 독립 이전                                     | 독립 이전                                     | 독립 이전                                     |
| 1962년 | 독립 이전                                     | 독립 이전                                     | 독립 이전                                     | 독립 이전                                     | 독립 이전                                     | 독립 이전                                     | 독립 이전                                     | 독립 이전                                     | 독립 이전                                     |
| 1966년 | 독립 이전                                     | 독립 이전                                     | 독립 이전                                     | 독립 이전                                     | 독립 이전                                     | 독립 이전                                     | 독립 이전                                     | 독립 이전                                     | 독립 이전                                     |
| 1970년 | 불참                                          | 불참                                          | 불참                                          | 불참                                          | 불참                                          | 불참                                          | 불참                                          |                                               |                                               |
| 1974년 | 2                                             | 0                                             | 1                                             | 1                                             | 3                                             | 5                                             | 1                                             |                                               |                                               |
| 1978년 | 불참                                          | 불참                                          | 불참                                          | 불참                                          | 불참                                          | 불참                                          | 불참                                          |                                               |                                               |
| 1982년 | 불참                                          | 불참                                          | 불참                                          | 불참                                          | 불참                                          | 불참                                          | 불참                                          |                                               |                                               |
| 1986년 | 2                                             | 0                                             | 0                                             | 2                                             | 0                                             | 5                                             | 0                                             |                                               |                                               |
| 1990년 | FIFA에 진 빚 때문에 참가를 거부당함           | FIFA에 진 빚 때문에 참가를 거부당함           | FIFA에 진 빚 때문에 참가를 거부당함           | FIFA에 진 빚 때문에 참가를 거부당함           | FIFA에 진 빚 때문에 참가를 거부당함           | FIFA에 진 빚 때문에 참가를 거부당함           | FIFA에 진 빚 때문에 참가를 거부당함           |                                               |                                               |
| 1994년 | 불참                                          | 불참                                          | 불참                                          | 불참                                          | 불참                                          | 불참                                          | 불참                                          |                                               |                                               |
| 1998년 | 2                                             | 0                                             | 0                                             | 2                                             | 1                                             | 7                                             | 0                                             |                                               |                                               |
| 2002년 | 2                                             | 0                                             | 0                                             | 2                                             | 2                                             | 6                                             | 0                                             |                                               |                                               |
| 2006년 | 2                                             | 1                                             | 0                                             | 1                                             | 3                                             | 4                                             | 3                                             |                                               |                                               |
| 2010년 | 6                                             | 0                                             | 1                                             | 5                                             | 3                                             | 17                                            | 1                                             |                                               |                                               |
| 2014년 | 기권                                          | 기권                                          | 기권                                          | 기권                                          | 기권                                          | 기권                                          | 기권                                          |                                               |                                               |
| 2018년 | 2                                             | 0                                             | 1                                             | 1                                             | 2                                             | 5                                             | 1                                             |                                               |                                               |
| 2022년 | 2                                             | 0                                             | 0                                             | 2                                             | 0                                             | 3                                             | 0                                             |                                               |                                               |
| 합계   | 20                                            | 1                                             | 3                                             | 16                                            | 14                                            | 52                                            | 6                                             |                                               |                                               |
| 순위   | 월드컵 예선 승점 순위 : 193위 (아프리카 47위) | 월드컵 예선 승점 순위 : 193위 (아프리카 47위) | 월드컵 예선 승점 순위 : 193위 (아프리카 47위) | 월드컵 예선 승점 순위 : 193위 (아프리카 47위) | 월드컵 예선 승점 순위 : 193위 (아프리카 47위) | 월드컵 예선 승점 순위 : 193위 (아프리카 47위) | 월드컵 예선 승점 순위 : 193위 (아프리카 47위) | 월드컵 예선 승점 순위 : 193위 (아프리카 47위) | 월드컵 예선 승점 순위 : 193위 (아프리카 47위) |

## 아프리카 네이션스컵(본선)
| 아프리카 네이션스컵 본선 기록 | 아프리카 네이션스컵 본선 기록        | 아프리카 네이션스컵 본선 기록        | 아프리카 네이션스컵 본선 기록        | 아프리카 네이션스컵 본선 기록        | 아프리카 네이션스컵 본선 기록        | 아프리카 네이션스컵 본선 기록        | 아프리카 네이션스컵 본선 기록        | 아프리카 네이션스컵 본선 기록        | 아프리카 네이션스컵 본선 기록        |
| 년도                          | 결과                                 | 순위                                 | 경기                                 | 승                                   | 무                                   | 패                                   | 득점                                 | 실점                                 | 승점                                 |
| ----------------------------- | ------------------------------------ | ------------------------------------ | ------------------------------------ | ------------------------------------ | ------------------------------------ | ------------------------------------ | ------------------------------------ | ------------------------------------ | ------------------------------------ |
| 1957년                        | 독립 이전                            | 독립 이전                            | 독립 이전                            | 독립 이전                            | 독립 이전                            | 독립 이전                            | 독립 이전                            | 독립 이전                            | 독립 이전                            |
| 1959년                        | 독립 이전                            | 독립 이전                            | 독립 이전                            | 독립 이전                            | 독립 이전                            | 독립 이전                            | 독립 이전                            | 독립 이전                            | 독립 이전                            |
| 1962년                        | 독립 이전                            | 독립 이전                            | 독립 이전                            | 독립 이전                            | 독립 이전                            | 독립 이전                            | 독립 이전                            | 독립 이전                            | 독립 이전                            |
| 1963년                        | 독립 이전                            | 독립 이전                            | 독립 이전                            | 독립 이전                            | 독립 이전                            | 독립 이전                            | 독립 이전                            | 독립 이전                            | 독립 이전                            |
| 1965년                        | 독립 이전                            | 독립 이전                            | 독립 이전                            | 독립 이전                            | 독립 이전                            | 독립 이전                            | 독립 이전                            | 독립 이전                            | 독립 이전                            |
| 1968년                        | 예선 탈락                            | 예선 탈락                            | 예선 탈락                            | 예선 탈락                            | 예선 탈락                            | 예선 탈락                            | 예선 탈락                            | 예선 탈락                            | 예선 탈락                            |
| 1970년                        | 예선 탈락                            | 예선 탈락                            | 예선 탈락                            | 예선 탈락                            | 예선 탈락                            | 예선 탈락                            | 예선 탈락                            | 예선 탈락                            | 예선 탈락                            |
| 1972년                        | 예선 탈락                            | 예선 탈락                            | 예선 탈락                            | 예선 탈락                            | 예선 탈락                            | 예선 탈락                            | 예선 탈락                            | 예선 탈락                            | 예선 탈락                            |
| 1974년                        | 조별리그                             | 8위                                  | 3                                    | 0                                    | 0                                    | 3                                    | 2                                    | 8                                    | 0                                    |
| 1976년                        | 예선 탈락                            | 예선 탈락                            | 예선 탈락                            | 예선 탈락                            | 예선 탈락                            | 예선 탈락                            | 예선 탈락                            | 예선 탈락                            | 예선 탈락                            |
| 1978년                        | 예선 탈락                            | 예선 탈락                            | 예선 탈락                            | 예선 탈락                            | 예선 탈락                            | 예선 탈락                            | 예선 탈락                            | 예선 탈락                            | 예선 탈락                            |
| 1980년                        | 예선 탈락                            | 예선 탈락                            | 예선 탈락                            | 예선 탈락                            | 예선 탈락                            | 예선 탈락                            | 예선 탈락                            | 예선 탈락                            | 예선 탈락                            |
| 1982년                        | 예선 탈락                            | 예선 탈락                            | 예선 탈락                            | 예선 탈락                            | 예선 탈락                            | 예선 탈락                            | 예선 탈락                            | 예선 탈락                            | 예선 탈락                            |
| 1984년                        | 예선 탈락                            | 예선 탈락                            | 예선 탈락                            | 예선 탈락                            | 예선 탈락                            | 예선 탈락                            | 예선 탈락                            | 예선 탈락                            | 예선 탈락                            |
| 1986년                        | 예선 탈락                            | 예선 탈락                            | 예선 탈락                            | 예선 탈락                            | 예선 탈락                            | 예선 탈락                            | 예선 탈락                            | 예선 탈락                            | 예선 탈락                            |
| 1988년                        | 기권                                 | 기권                                 | 기권                                 | 기권                                 | 기권                                 | 기권                                 | 기권                                 | 기권                                 | 기권                                 |
| 1990년                        | 예선 탈락                            | 예선 탈락                            | 예선 탈락                            | 예선 탈락                            | 예선 탈락                            | 예선 탈락                            | 예선 탈락                            | 예선 탈락                            | 예선 탈락                            |
| 1992년                        | 기권                                 | 기권                                 | 기권                                 | 기권                                 | 기권                                 | 기권                                 | 기권                                 | 기권                                 | 기권                                 |
| 1994년                        | 예선 탈락                            | 예선 탈락                            | 예선 탈락                            | 예선 탈락                            | 예선 탈락                            | 예선 탈락                            | 예선 탈락                            | 예선 탈락                            | 예선 탈락                            |
| 1996년                        | 예선 탈락                            | 예선 탈락                            | 예선 탈락                            | 예선 탈락                            | 예선 탈락                            | 예선 탈락                            | 예선 탈락                            | 예선 탈락                            | 예선 탈락                            |
| 1998년                        | 예선 탈락                            | 예선 탈락                            | 예선 탈락                            | 예선 탈락                            | 예선 탈락                            | 예선 탈락                            | 예선 탈락                            | 예선 탈락                            | 예선 탈락                            |
| 2000년                        | 예선 탈락                            | 예선 탈락                            | 예선 탈락                            | 예선 탈락                            | 예선 탈락                            | 예선 탈락                            | 예선 탈락                            | 예선 탈락                            | 예선 탈락                            |
| 2002년                        | 예선 탈락                            | 예선 탈락                            | 예선 탈락                            | 예선 탈락                            | 예선 탈락                            | 예선 탈락                            | 예선 탈락                            | 예선 탈락                            | 예선 탈락                            |
| 2004년                        | 예선 탈락                            | 예선 탈락                            | 예선 탈락                            | 예선 탈락                            | 예선 탈락                            | 예선 탈락                            | 예선 탈락                            | 예선 탈락                            | 예선 탈락                            |
| 2006년                        | 예선 탈락                            | 예선 탈락                            | 예선 탈락                            | 예선 탈락                            | 예선 탈락                            | 예선 탈락                            | 예선 탈락                            | 예선 탈락                            | 예선 탈락                            |
| 2008년                        | 예선 탈락                            | 예선 탈락                            | 예선 탈락                            | 예선 탈락                            | 예선 탈락                            | 예선 탈락                            | 예선 탈락                            | 예선 탈락                            | 예선 탈락                            |
| 2010년                        | 예선 탈락                            | 예선 탈락                            | 예선 탈락                            | 예선 탈락                            | 예선 탈락                            | 예선 탈락                            | 예선 탈락                            | 예선 탈락                            | 예선 탈락                            |
| 2012년                        | 예선 탈락                            | 예선 탈락                            | 예선 탈락                            | 예선 탈락                            | 예선 탈락                            | 예선 탈락                            | 예선 탈락                            | 예선 탈락                            | 예선 탈락                            |
| 2013년                        | 불참                                 | 불참                                 | 불참                                 | 불참                                 | 불참                                 | 불참                                 | 불참                                 | 불참                                 | 불참                                 |
| 2015년                        | 예선 탈락                            | 예선 탈락                            | 예선 탈락                            | 예선 탈락                            | 예선 탈락                            | 예선 탈락                            | 예선 탈락                            | 예선 탈락                            | 예선 탈락                            |
| 2017년                        | 예선 탈락                            | 예선 탈락                            | 예선 탈락                            | 예선 탈락                            | 예선 탈락                            | 예선 탈락                            | 예선 탈락                            | 예선 탈락                            | 예선 탈락                            |
| 2019년                        | 예선 탈락                            | 예선 탈락                            | 예선 탈락                            | 예선 탈락                            | 예선 탈락                            | 예선 탈락                            | 예선 탈락                            | 예선 탈락                            | 예선 탈락                            |
| 2021년                        | 예선 탈락                            | 예선 탈락                            | 예선 탈락                            | 예선 탈락                            | 예선 탈락                            | 예선 탈락                            | 예선 탈락                            | 예선 탈락                            | 예선 탈락                            |
| 총계                          | 1회 진출(1/26)                       | 조별리그(1회)                        | 3                                    | 0                                    | 0                                    | 3                                    | 2                                    | 8                                    | 0                                    |
| 순위                          | 아프리카 네이션스컵 역대 순위 : 38위 | 아프리카 네이션스컵 역대 순위 : 38위 | 아프리카 네이션스컵 역대 순위 : 38위 | 아프리카 네이션스컵 역대 순위 : 38위 | 아프리카 네이션스컵 역대 순위 : 38위 | 아프리카 네이션스컵 역대 순위 : 38위 | 아프리카 네이션스컵 역대 순위 : 38위 | 아프리카 네이션스컵 역대 순위 : 38위 | 아프리카 네이션스컵 역대 순위 : 38위 |

### 아프리카 네이션스컵(예선)
| 아프리카 네이션스컵 예선 기록 | 아프리카 네이션스컵 예선 기록 | 아프리카 네이션스컵 예선 기록 | 아프리카 네이션스컵 예선 기록 | 아프리카 네이션스컵 예선 기록 | 아프리카 네이션스컵 예선 기록 | 아프리카 네이션스컵 예선 기록 | 아프리카 네이션스컵 예선 기록 |
| 년도                          | 경기                          | 승                            | 무*                           | 패                            | 득점                          | 실점                          | 승점                          |
| ----------------------------- | ----------------------------- | ----------------------------- | ----------------------------- | ----------------------------- | ----------------------------- | ----------------------------- | ----------------------------- |
| 1957년                        | 독립 이전                     | 독립 이전                     | 독립 이전                     | 독립 이전                     | 독립 이전                     | 독립 이전                     | 독립 이전                     |
| 1959년                        | 독립 이전                     | 독립 이전                     | 독립 이전                     | 독립 이전                     | 독립 이전                     | 독립 이전                     | 독립 이전                     |
| 1962년                        | 독립 이전                     | 독립 이전                     | 독립 이전                     | 독립 이전                     | 독립 이전                     | 독립 이전                     | 독립 이전                     |
| 1963년                        | 독립 이전                     | 독립 이전                     | 독립 이전                     | 독립 이전                     | 독립 이전                     | 독립 이전                     | 독립 이전                     |
| 1965년                        | 독립 이전                     | 독립 이전                     | 독립 이전                     | 독립 이전                     | 독립 이전                     | 독립 이전                     | 독립 이전                     |
| 1968년                        | 2                             | 0                             | 1                             | 1                             | 1                             | 2                             | 1                             |
| 1970년                        | 2                             | 0                             | 1                             | 1                             | 4                             | 5                             | 1                             |
| 1972년                        | 4                             | 1                             | 1                             | 2                             | 6                             | 5                             | 4                             |
| 1974년                        | 4                             | 1                             | 3                             | 0                             | 6                             | 2                             | 6                             |
| 1976년                        | 2                             | 0                             | 1                             | 1                             | 1                             | 5                             | 1                             |
| 1978년                        | 4                             | 1                             | 1                             | 2                             | 6                             | 7                             | 4                             |
| 1980년                        | 4                             | 2                             | 0                             | 2                             | 5                             | 8                             | 6                             |
| 1982년                        | 2                             | 0                             | 2                             | 0                             | 1                             | 1                             | 2                             |
| 1984년                        | 2                             | 1                             | 0                             | 1                             | 1                             | 1                             | 3                             |
| 1986년                        | 2                             | 0                             | 1                             | 1                             | 0                             | 3                             | 1                             |
| 1988년                        | 기권                          | 기권                          | 기권                          | 기권                          | 기권                          | 기권                          | 기권                          |
| 1990년                        | 4                             | 1                             | 0                             | 3                             | 4                             | 6                             | 3                             |
| 1992년                        | 기권                          | 기권                          | 기권                          | 기권                          | 기권                          | 기권                          | 기권                          |
| 1994년                        | 6                             | 0                             | 1                             | 5                             | 2                             | 11                            | 1                             |
| 1996년                        | 4                             | 0                             | 0                             | 4                             | 0                             | 11                            | 0                             |
| 1998년                        | 8                             | 1                             | 2                             | 5                             | 6                             | 13                            | 5                             |
| 2000년                        | 8                             | 2                             | 4                             | 2                             | 10                            | 10                            | 10                            |
| 2002년                        | 8                             | 2                             | 2                             | 4                             | 6                             | 14                            | 8                             |
| 2004년                        | 4                             | 1                             | 0                             | 3                             | 2                             | 9                             | 3                             |
| 2006년                        | 2                             | 1                             | 0                             | 1                             | 3                             | 4                             | 3                             |
| 2008년                        | 6                             | 0                             | 2                             | 4                             | 3                             | 10                            | 2                             |
| 2010년                        | 6                             | 0                             | 1                             | 5                             | 3                             | 17                            | 1                             |
| 2012년                        | 6                             | 0                             | 0                             | 6                             | 2                             | 22                            | 0                             |
| 2013년                        | 불참                          | 불참                          | 불참                          | 불참                          | 불참                          | 불참                          | 불참                          |
| 2015년                        | 2                             | 0                             | 0                             | 2                             | 0                             | 3                             | 0                             |
| 2017년                        | 6                             | 2                             | 0                             | 4                             | 3                             | 15                            | 6                             |
| 2019년                        | 2                             | 0                             | 1                             | 1                             | 1                             | 3                             | 1                             |
| 2021년                        | 2                             | 0                             | 0                             | 2                             | 2                             | 5                             | 0                             |
| 합계                          | 102                           | 16                            | 24                            | 62                            | 78                            | 192                           | 72                            |

## 주요 선수
- 새뮤얼 브래스
- 앤디 소피
- 페이비언 피시아
- 케뱅 장 루이
- 크리스토퍼 캐서니
- 컬슨 애거시
- 애덜 랭그
- 애러슨 레게이븐
- 케뱅 브뤼

## 역대 감독
| 감독        | 임기 |
| ----------- | ---- |
| 디디에 시스 | 2015 |